# Brizziïta
La brizziïta és un mineral de la classe dels òxids. Rep el seu nom del col·leccionista de minerals Giancarlo Brizzi (1936-1992), qui va descobrir els primers espècimens.

## Característiques
La brizziïta és un òxid de fórmula química NaSb5+O₃. Va ser aprovada per l'Associació Mineralògica Internacional com a espècie vàlida l'any 1993. Cristal·litza en el sistema trigonal. Forma cristalls hexagonals, d'aproximadament 0,2 mil·límetres, aplanats en {0001}, en agregats densos i incrustacions. La seva duresa a l'escala de Mohs és 2,5.
Segons la classificació de Nickel-Strunz, la brizziïta pertany a «04.CB: Òxids amb proporció metall:oxigen = 2:3, 3:5, i similars, amb cations de mida mitja» juntament amb els següents minerals: corindó, ecandrewsita, eskolaïta, geikielita, hematites, ilmenita, karelianita, melanostibita, pirofanita, akimotoïta, romanita, tistarita, avicennita, bixbyita, armalcolita, pseudobrookita, mongshanita, zincohögbomita-2N2S, zincohögbomita-2N6S, magnesiohögbomita-6N6S, magnesiohögbomita-2N3S, magnesiohögbomita-2N2S, ferrohögbomita-2N2S, pseudorútil, kleberita, berdesinskiïta, oxivanita, olkhonskita, schreyerita, kamiokita, nolanita, rinmanita, iseïta, majindeïta, claudetita, estibioclaudetita, arsenolita, senarmontita, valentinita, bismita, esferobismoïta, sil·lenita, kyzylkumita i tietaiyangita.

## Formació i jaciments
Va ser descoberta a la mina Le Cetine di Cotorniano, a Chiusdino (província de Siena, Itàlia). També ha estat descrita a la mina Pereta (província de Grosseto, Itàlia). Sol trobar-se associada a altres minerals com: estibiconita, mopungita, cetineïta i senarmontita.